# Langseite (Gemeinde Rohr)
Langseite ist eine Talung und Ortslage im oberen Schwarzatal in Niederösterreich und gehört zur Gemeinde Rohr im Gebirge im Bezirk Wiener Neustadt-Land.

## Geographie
Die Langseite ist eine kleine, etwa 2½ Kilometer lange Nebentalung des Zellenbachs, die sich zwischen Jochart (1266 m ü. A.) im Norden und Größenberg (1102 m ü. A.) nordwestwärts zur Kalten Kuchl, dem Pass in das Gölsengebiet, zieht. Sie befindet sich um die 3½ Kilometer südwestlich des Gemeindehauptortes Rohr im Gebirge. Das Gewässer des Tals wird als Langseitegerinne geführt, die Talung umfasst ein Einzugsgebiet von 2,2 km².
Die zerstreuten Häuser Langseite sind nur ein paar Häuser im Tal, darunter die Gehöfte Feuchtner, Steinhäufler, Lindner und Gruber.
Zu Langseite gehört aber auch noch eine abgelegene Ortslage der Gemeinde, die Häuser Naglreith (2 Adressen) und Werasöd am Südfuß des Hegerbergs, die zum Gebiet der Grünen Schwarza, einem der Quellbäche der Schwarza, gehören. Von der Haupttalung ist sie durch die zu Kleinzell gehörige Ortslage an der Kalten Kuchl getrennt. Die Fluren der Talung dort heißen In der Grün unweit der Kalten Kuchl und Werasöder Wiesen bachwabwärts.
| Mosbachtal (Gem. Hohenberg, Bez. Lilienfeld)           | Innerhalbach (O, Gem. Kleinzell, Bez. Lilienfeld) | Krumbach |
| Untermitterbach (Gem. St. Aegyd a:N:, Bez. Lilienfeld) | Kompassrose, die auf Nachbargemeinden zeigt       | Gegend   |
| Hochreith                                              | Tiefental                                         |          |

## Geschichte und Infrastruktur
Da man annimmt, dass Schwarzau im Hochmittelalter primär von Kleinzell her besiedelt wurde, ist die Langseite das alte „Tor“ in die oberen Schwarzatalungen.
Über die Langseite – Kalte Kuchl – Naglreith/Werasöd führt Gutensteiner Straße (B21, Wr. Neustadt – Mariazell), eine Route der schon seit dem 12. Jahrhundert bedeutenden Wallfahrt.
Werasöd (Langseite Nr. 6), ein alter Hakenhof mit Schopfwalmdach und Glockentürmchen, wird im Dehio als charakteristisches Kulturgut genannt, verfällt aber zusehends.

## Nachweise
- 32324 – Rohr im Gebirge. Gemeindedaten der Statistik Austria

1. 1 2  HZB:368-1-8-24; Niederösterreich Atlas online (NÖGIS) → Themen Wasserbuch → Einzugsgebiete (WLV) und NPG (Nationaler Gewässerbewirtschaftungsplan) → Wasserkörper; sowie BMLFUW: Flächenverzeichnis Leitha-, Rabnitz- und Raabgebiet
2. ↑  Christian Benedik, Peter Aichinger-Rosenberger (Hg.): Dehio-Handbuch : die Kunstdenkmäler Österreichs, Band 2 Niederösterreich südlich der Donau, Teil 2 M bis Z, Verlag Berger, 2003, Langseite S. 1581.
3. ↑  Vergl. Foto Werasöd, aus der Fotostrecke Michael Hanisch: Gersthofer Fußwallfahrt nach Mariazell | 26. Wallfahrt | 4. Tag, 4. Juli 2006, Kalte Kuchl bis Tiefental, hanisch.wien